# Elimaea securigera
Elimaea securigera är en insektsart som beskrevs av Brunner von Wattenwyl 1878. Elimaea securigera ingår i släktet Elimaea och familjen vårtbitare. Inga underarter finns listade i Catalogue of Life.